# E-Prix di New York 2019
L'E-Prix di New York 2019 è stato l'ultimo appuntamento, suddiviso in due gare, della quinta stagione del campionato di Formula E, tenutasi nel circuito cittadino di Brooklyn il 13 e 14 luglio 2019.

## Gara 1

### Qualifiche
| Pos.               | N. | Pilota                 | Squadra                     | Qualifica | Gap    | SuperPole | Gap    | Griglia |
| ------------------ | -- | ---------------------- | --------------------------- | --------- | ------ | --------- | ------ | ------- |
| 1                  | 23 | Sébastien Buemi        | Nissan e.Dams               | 1:10.556  | –      | 1:10.188  | –      | 1       |
| 2                  | 94 | Pascal Wehrlein        | Mahindra Racing             | 1:10.589  | +0.033 | 1:10.600  | +0.412 | 2       |
| 3                  | 3  | Alex Lynn              | Panasonic Jaguar Racing     | 1:10.669  | +0113  | 1:10.696  | +0.508 | 3       |
| 4                  | 66 | Daniel Abt             | Audi Sport ABT Schaeffler   | 1:10.761  | +0.205 | 1:10.894  | +0.706 | 4       |
| 5                  | 27 | Alexander Sims         | BMW i Andretti Motorsport   | 1:10.590  | +0.034 | 1:10.899  | +0.711 | 5       |
| 6                  | 2  | Sam Bird               | Envision Virgin Racing      | 1:10.588  | +0.032 | 1:11.094  | +0.906 | 6       |
| 7                  | 7  | José María López       | Geox Dragon Racing          | 1:10.836  | +0.205 |           |        | 7       |
| 8                  | 28 | António Félix da Costa | BMW i Andretti Motorsport   | 1:10.845  | +0.280 | 8         |        |         |
| 9                  | 4  | Robin Frijns           | Envision Virgin Racing      | 1:10.854  | +0.289 | 9         |        |         |
| 10                 | 25 | Jean-Éric Vergne       | DS Techeetah Formula E Team | 1:10.933  | +0.377 | 10        |        |         |
| 11                 | 6  | Maximilian Günther     | Geox Dragon Racing          | 1:11.005  | +0.449 | 11        |        |         |
| 12                 | 8  | Tom Dillmann           | NIO Formula E Team          | 1:11.006  | +0.450 | 12        |        |         |
| 13                 | 20 | Mitch Evans            | Panasonic Jaguar Racing     | 1:11.065  | +0.509 | 13        |        |         |
| 14                 | 11 | Lucas Di Grassi        | Audi Sport ABT Schaeffler   | 1:11.080  | +0.524 | 14        |        |         |
| 15                 | 17 | Gary Paffett           | HWA Racelab                 | 1:11.095  | +0.539 | 15        |        |         |
| 16                 | 36 | André Lotterer         | DS Techeetah Formula E Team | 1:11.222  | +0.666 | 16        |        |         |
| 17                 | 48 | Edoardo Mortara        | Venturi Formula E Team      | 1:11.326  | +0.770 | 21        |        |         |
| 18                 | 16 | Oliver Turvey          | NIO Formula E Team          | 1:11.413  | +0.857 | 17        |        |         |
| 19                 | 5  | Stoffel Vandoorne      | HWA Racelab                 | 1:11.449  | +0.893 | 18        |        |         |
| 20                 | 22 | Oliver Rowland         | Nissan e.Dams               | 1:11.605  | +1.049 | 19        |        |         |
| 21                 | 19 | Felipe Massa           | Venturi Formula E Team      | 1:14.862  | +4.306 | 20        |        |         |
| Tempo limite 110%: |    |                        |                             |           |        |           |        |         |
| NC                 | 64 | Jérôme d'Ambrosio      | Mahindra Racing             | 1:18.262  | +7.706 |           |        | 22      |

Note
1. ↑  Edoardo Mortara ha ricevuto una penalità di quattro posizioni in griglia di partenza per aver causato un incidente durante il precedente E-Prix a Berna.

### Gara
| Pos. | N. | Pilota                 | Squadra                     | Giri | Tempo/ritiro | Gliglia | Punti |
| ---- | -- | ---------------------- | --------------------------- | ---- | ------------ | ------- | ----- |
| 1    | 23 | Sébastien Buemi        | Nissan e.Dams               | 36   | 46:16.399    | 1       | 28    |
| 2    | 20 | Mitch Evans            | Panasonic Jaguar Racing     | 36   | +0.932       | 13      | 18    |
| 3    | 28 | António Félix da Costa | BMW i Andretti Motorsport   | 36   | +1.216       | 8       | 15    |
| 4    | 27 | Alexander Sims         | BMW i Andretti Motorsport   | 36   | +2.971       | 5       | 12    |
| 5    | 11 | Lucas Di Grassi        | Audi Sport ABT Schaeffler   | 36   | +3.537       | 14      | 10    |
| 6    | 66 | Daniel Abt             | Audi Sport ABT Schaeffler   | 36   | +4.380       | 4       | 9     |
| 7    | 94 | Pascal Wehrlein        | Mahindra Racing             | 36   | +6.543       | 2       | 6     |
| 8    | 2  | Sam Bird               | Envision Virgin Racing      | 36   | +13.829      | 6       | 4     |
| 9    | 64 | Jérôme d'Ambrosio      | Mahindra Racing             | 36   | +23.719      | 22      | 2     |
| 10   | 16 | Oliver Turvey          | NIO Formula E Team          | 36   | +25.038      | 17      | 1     |
| 11   | 17 | Gary Paffett           | HWA Racelab                 | 36   | +27.831      | 15      |       |
| 12   | 7  | José María López       | Geox Dragon Racing          | 36   | +34.729      | 7       |       |
| 13   | 5  | Stoffel Vandoorne      | HWA Racelab                 | 36   | +50.564      | 18      |       |
| 14   | 22 | Oliver Rowland         | Nissan e.Dams               | 36   | +1:23.962    | 19      |       |
| 15   | 25 | Jean-Éric Vergne       | DS Techeetah Formula E Team | 36   | +1:34.508    | 10      |       |
| 16   | 19 | Felipe Massa           | Venturi Formula E Team      | 35   | Incidente    | 20      |       |
| 17   | 36 | André Lotterer         | DS Techeetah Formula E Team | 35   | Incidente    | 16      |       |
| Rit  | 6  | Maximilian Günther     | Geox Dragon Racing          | 28   | Incidente    | 11      |       |
| Rit  | 48 | Edoardo Mortara        | Venturi Formula E Team      | 27   | Incidente    | 21      |       |
| Rit  | 3  | Alex Lynn              | Panasonic Jaguar Racing     | 18   | Cambio       | 3       |       |
| Rit  | 4  | Robin Frijns           | Envision Virgin Racing      | 15   | Freni        | 9       |       |
| Rit  | 8  | Tom Dillmann           | NIO Formula E Team          | 1    | Incidente    | 12      |       |

Note
1. ↑  Sébastien Buemi ha ricevuto 3 punti aggiuntivi per la pole position.
2. ↑  Daniel Abt ha ricevuto un punto per il giro più veloce.
3. ↑  Sam Bird ha ricevuto 10 secondi di penalità per aver causato un incidente bloccando la pista.
4. ↑  Jérôme d'Ambrosio ha ricevuto 5 secondi di penalità per aver mandato fuori pista Gary Paffett durante un sorpasso in una curva.

## Gara 2

### Qualifiche
| Pos.               | N. | Pilota                 | Squadra                     | Qualifica | Gap     | SuperPole | Gap    | Griglia |
| ------------------ | -- | ---------------------- | --------------------------- | --------- | ------- | --------- | ------ | ------- |
| 1                  | 27 | Alexander Sims         | BMW i Andretti Motorsport   | 1:09.690  | –       | 1:09.617  | –      | 1       |
| 2                  | 4  | Robin Frijns           | Envision Virgin Racing      | 1:09.912  | +0.222  | 1:09.712  | +0.095 | 2       |
| 3                  | 23 | Sébastien Buemi        | Nissan e.Dams               | 1:10.003  | +0.131  | 1:09.729  | +0.112 | 3       |
| 4                  | 2  | Sam Bird               | Envision Virgin Racing      | 1:09.925  | +0.235  | 1:09.895  | +0.278 | 4       |
| 5                  | 5  | Stoffel Vandoorne      | HWA Racelab                 | 1:09.856  | +0.166  | 1:09.994  | +0.377 | 5       |
| 6                  | 66 | Daniel Abt             | Audi Sport ABT Schaeffler   | 1:09.902  | +0.212  | 1:10.096  | +0.479 | 6       |
| 7                  | 22 | Oliver Rowland         | Nissan e.Dams               | 1:10.052  | +0.362  |           |        | 7       |
| 8                  | 20 | Mitch Evans            | Panasonic Jaguar Racing     | 1:10.063  | +0.373  | 8         |        |         |
| 9                  | 17 | Gary Paffett           | HWA Racelab                 | 1:10.155  | +0.465  | 9         |        |         |
| 10                 | 48 | Edoardo Mortara        | Venturi Formula E Team      | 1:10.217  | +0.527  | 10        |        |         |
| 11                 | 11 | Lucas Di Grassi        | Audi Sport ABT Schaeffler   | 1:10.255  | +0.565  | 11        |        |         |
| 12                 | 25 | Jean-Éric Vergne       | DS Techeetah Formula E Team | 1:10.278  | +0.588  | 12        |        |         |
| 13                 | 7  | José María López       | Geox Dragon Racing          | 1:10.352  | +0.662  | 13        |        |         |
| 14                 | 28 | António Félix da Costa | BMW i Andretti Motorsport   | 1:10.369  | +0.679  | 14        |        |         |
| 15                 | 16 | Oliver Turvey          | NIO Formula E Team          | 1:10.439  | +0.749  | 15        |        |         |
| 16                 | 64 | Jérôme d'Ambrosio      | Mahindra Racing             | 1:10.504  | +0.814  | 16        |        |         |
| 17                 | 8  | Tom Dillmann           | NIO Formula E Team          | 1:10.573  | +0.883  | 20        |        |         |
| 18                 | 94 | Pascal Wehrlein        | Mahindra Racing             | 1:10.574  | +0.884  | 17        |        |         |
| 19                 | 6  | Maximilian Günther     | Geox Dragon Racing          | 1:10.653  | +0.963  | 18        |        |         |
| 20                 | 36 | André Lotterer         | DS Techeetah Formula E Team | 1:10.699  | +1.009  | 19        |        |         |
| 21                 | 3  | Alex Lynn              | Panasonic Jaguar Racing     | 1:12.537  | +2.847  | 21        |        |         |
| Tempo limite 110%: |    |                        |                             |           |         |           |        |         |
| NC                 | 19 | Felipe Massa           | Venturi Formula E Team      | 1:19.831  | +10.141 |           |        | 22      |

Note
1. ↑  Tom Dillmann è stato penalizzato di 3 posizioni per aver bloccato Gary Paffett durante la qualifica.

### Gara
| Pos. | N. | Pilota                 | Squadra                     | Giri | Tempo/ritiro | Gliglia | Punti |
| ---- | -- | ---------------------- | --------------------------- | ---- | ------------ | ------- | ----- |
| 1    | 4  | Robin Frijns           | Envision Virgin Racing      | 36   | 47:22.289    | 2       | 25    |
| 2    | 27 | Alexander Sims         | BMW i Andretti Motorsport   | 36   | +3.200       | 1       | 21    |
| 3    | 23 | Sébastien Buemi        | Nissan e.Dams               | 36   | +3.912       | 3       | 15    |
| 4    | 2  | Sam Bird               | Envision Virgin Racing      | 36   | +4.270       | 4       | 12    |
| 5    | 66 | Daniel Abt             | Audi Sport ABT Schaeffler   | 36   | +4.757       | 6       | 11    |
| 6    | 22 | Oliver Rowland         | Nissan e.Dams               | 36   | +8.382       | 7       | 8     |
| 7    | 25 | Jean-Éric Vergne       | DS Techeetah Formula E Team | 36   | +9.446       | 12      | 6     |
| 8    | 5  | Stoffel Vandoorne      | HWA Racelab                 | 36   | +9.738       | 5       | 4     |
| 9    | 28 | António Félix da Costa | BMW i Andretti Motorsport   | 36   | +11.727      | 14      | 2     |
| 10   | 17 | Gary Paffett           | HWA Racelab                 | 36   | +12.251      | 9       | 1     |
| 11   | 64 | Jérôme d'Ambrosio      | Mahindra Racing             | 36   | +18.944      | 16      |       |
| 12   | 94 | Pascal Wehrlein        | Mahindra Racing             | 36   | +27.144      | 17      |       |
| 13   | 16 | Oliver Turvey          | NIO Formula E Team          | 36   | +28.045      | 15      |       |
| 14   | 8  | Tom Dillmann           | NIO Formula E Team          | 36   | +28.580      | 20      |       |
| 15   | 19 | Felipe Massa           | Venturi Formula E Team      | 36   | +28.635      | 22      |       |
| 16   | 3  | Alex Lynn              | Panasonic Jaguar Racing     | 36   | +41.420      | 21      |       |
| 17   | 20 | Mitch Evans            | Panasonic Jaguar Racing     | 36   | +1:27.009    | 8       |       |
| 18   | 11 | Lucas Di Grassi        | Audi Sport ABT Schaeffler   | 35   | Incidente    | 11      |       |
| 19   | 6  | Maximilian Günther     | Geox Dragon Racing          | 34   | Energia      | 18      |       |
| Rit  | 48 | Edoardo Mortara        | Venturi Formula E Team      | 17   | Freni        | 10      |       |
| Rit  | 36 | André Lotterer         | DS Techeetah Formula E Team | 3    | Incidente    | 19      |       |
| Rit  | 7  | José María López       | Geox Dragon Racing          | 2    | Incidente    | 13      |       |

Note
1. ↑  Alexander Sims ha ricevuto 3 punti aggiuntivi per la pole position.
2. ↑  Daniel Abt ha ricevuto un punto per il giro più veloce.
3. ↑  Alex Lynn ha ricevuto un drive through. Poiché ha ricevuto questa penalità solo dopo la gara, è stata convertita in una penalità di tempo di 22 secondi.
4. ↑  Mitch Evans ha ricevuto uno stop and go di 10 secondi. Poiché ha ricevuto questa penalità solo dopo la gara, è stata convertita in una penalità di tempo di 37 secondi.
5. ↑  Mitch Evans ha ricevuto un drive through. Poiché ha ricevuto questa penalità solo dopo la gara, è stata convertita in una penalità di tempo di 22 secondi.
6. ↑  André Lotterer ha ricevuto un drive through per aver causato un incidente. Poiché ha ricevuto questa penalità dopo il ritiro, è stata convertita in una penalità di tempo di 22 secondi.

## Classifiche
Campionato piloti
| +/– | Pos | Pilota           | Punti |
| --- | --- | ---------------- | ----- |
|     | 1   | Jean-Éric Vergne | 136   |
|     | 2   | Sébastien Buemi  | 119   |
|     | 3   | Lucas Di Grassi  | 108   |
|     | 4   | Robin Frijns     | 106   |
|     | 5   | Mitch Evans      | 105   |

Campionato costruttori
| +/– | Pos | Costruttore               | Punti |
| --- | --- | ------------------------- | ----- |
|     | 1   | DS Techeetah              | 222   |
|     | 2   | Audi Sport ABT Schaeffler | 203   |
|     | 3   | Envision Virgin Racing    | 191   |
|     | 4   | e.Dams-Nissan             | 190   |
|     | 5   | BMW i Andretti Motorsport | 156   |

- Note: vengono indicate solo le prime cinque posizioni delle classifiche.

## Altre gare
- E-Prix di New York 2018
- E-Prix di Berna 2019